# Groupe anarchiste d'Aimargues
Le groupe anarchiste d'Aimargues est un groupe anarchiste local basé à Aimargues (Gard) et actif à partir des années 1920.

## Historique
Il est d'abord créé de manière informelle à la fin du XIXe siècle, notamment par Charles Lamazère. Son principal animateur est, en 1897, Antoine Ravel, âgé de 27 ans,. Au début, le groupe se réunit au café du Théâtre, place Montredon.
Le 2 juin 1907, le maire d'Aimargues Léon Fontanieu délègue cinq conseillers municipaux (Jean Guiraud, Pierre Jalabert, Jean Pellissier, Ravel[Lequel ?] et David Razier) au meeting ouvrier de Nîmes.
En perte de vitesse après la guerre, il est relancé, en 1921, sous l'égide des frères Joujou et d'Émile Maurin, sous le nom de « Groupe d'études sociales d'Aimargues ». En 1924, le secrétaire du groupe est Charles Lamazère. La même année, Germaine Berton et Jules Chazoff sont accueillis à Aimargues, chez Laurent Lasgoute. Chazoff reviendra en 1937 chez Armand Angevin.

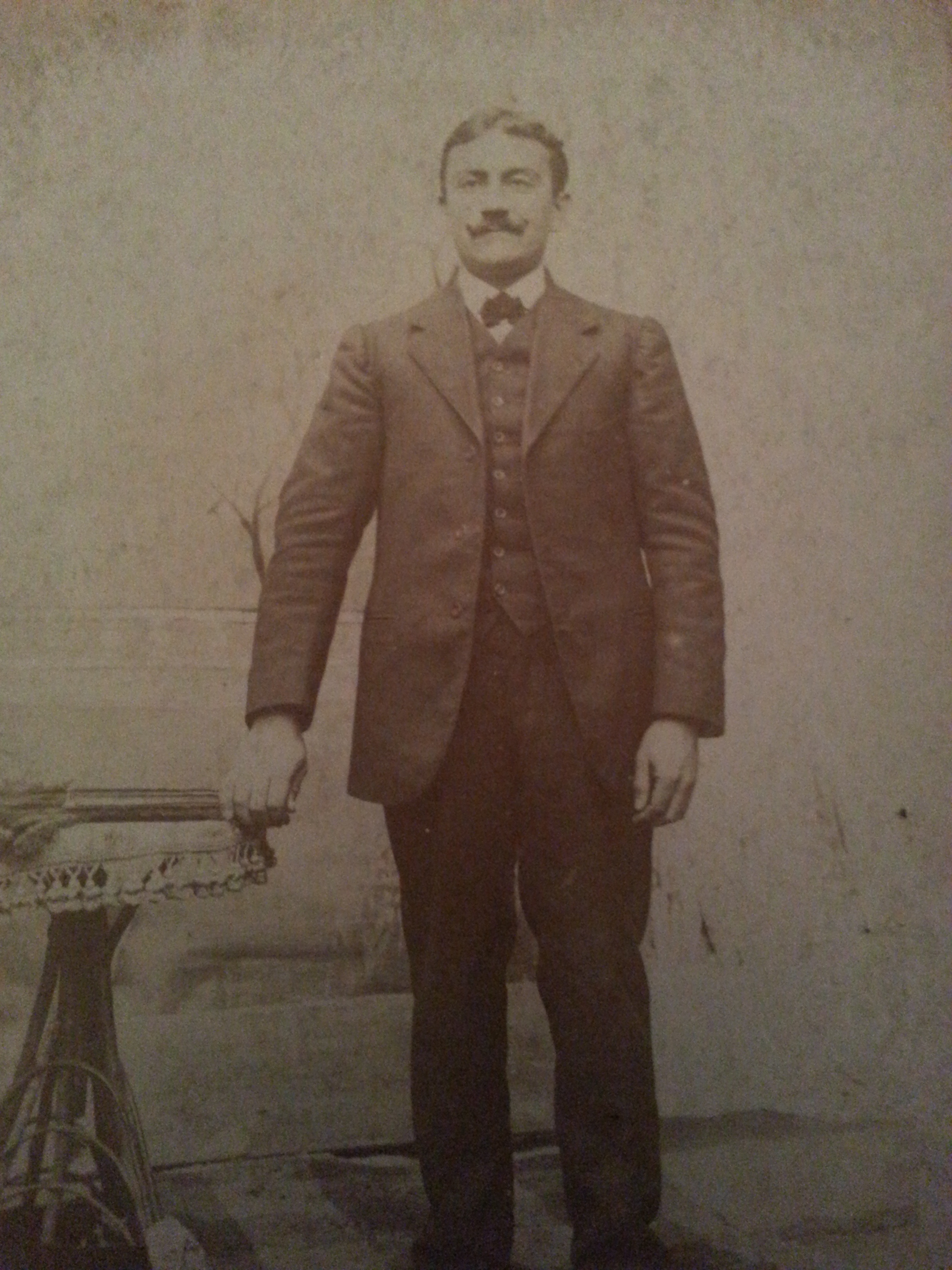
Augustin Pourreau.

Le groupe est rejoint en 1924/1925 par Jean Jourdan, dit Chocho, qui sera l'une des figures principales du groupe tout au long de son existence ; c'est Jean Joujou, son cousin, premier « maire-ouvrier », qui l'initie au syndicalisme révolutionnaire.
Le groupe est alors rival de la section locale de l'Action française (AF), à laquelle le maire, Augustin Pourreau, appartient.
De violents heurts opposent catholiques et anarchistes à l'occasion de la visite de l'évêque de Nîmes, Jean Justin Girbeau, le 6 mars 1926.
Le 24 novembre 1926, une soixantaine de personnes, en présence de Louis Vaillaux de l’Union anarchiste du Languedoc, manifeste en fanfare en gare d'Aimargues pour accueillir David Razier, libéré. La même année, le groupe organise une action anticléricale à l'occasion de la venue à Aimargues de Jean Justin Girbeau.
En 1927, le groupe mène une action en direction de l'école libre ; Xavier Venture, militant de l'AF, est blessé. Lamazère et les frères Joujou quittent alors le groupe ; celui-ci devient simplement le « groupe anarchiste ».
En 1929, c'est Nestor Makhno qui est accueilli par le groupe plusieurs mois.
Le 5 novembre 1934, dans L'Humanité, une « Lettre ouverte aux anarchistes espagnols » invite les groupes anarchistes d'Aimargues, Coursan, Lyon et Marseille-Saint-Henri à l'« unité d'action par-dessus les têtes des chefs anarchistes ».
Les membres du groupe s'impliquent dans les grèves de 1937.
C'est vers cette époque que Maurice Joyeux vient à trois reprises à Aimargues. Chazoff, invité, lui, en 1924, achète une maison sur la commune. André Prudhommeaux visite également régulièrement ses camarades de lutte.
Le 20 mars 1938, les frères Joseph et Vaillant Deschamps, François et Julien Rogati, et Alphonse et Marcellin Mari font dégénérer une manifestation contre un rassemblement de la Jeunesse ouvrière chrétienne à Aimargues en bagarre. Un prêtre est agressé.
Pendant la Seconde Guerre mondiale, Joseph Chatellier, les frères Alfred, Élie, Joseph et Vaillant Deschamps, Georges Louche, Marcellin Mari et Paul Perrier[réf. souhaitée] sont internés par le régime de Vichy au camp d'internement de Chibron. Le décès de Paul Perrier fut annoncé par E. Armand dans L'Unique.

### La «commune libre» de 1944
À la Libération, seuls Chocho, Henri Guiraud et Élisée Perrier veulent continuer le groupe ; devant l'insuccès, ils y renoncent. Pour Pauline Cazalis, le groupe se poursuit pourtant jusque dans les années 1950, « avec l'avènement du système d'exploitation viticole mécanisé ».
De fait, des membres du groupe organisent quelque temps une sorte de « commune libre » après le départ de l'occupant allemand. Jean Hugo évoque dans Le Regard de la mémoire « sept repris de justice, braconniers et razeteurs », qui « pr[ennent] le pouvoir », et qui réquisitionnent par souci de « reprise collective » les ressources hébergées par sa sœur Marguerite au mas de Malherbes,. Le groupe compose l'essentiel du comité local de libération, qui, dominé par les anarchistes, est présidé un temps par René Bernard après l'effacement de Chocho. Il se charge notamment de l'organisation du ravitaillement de la commune et de la répartition des vivres, n'hésitant pas à agir de façon autoritaire. Le comité met en place un barrage pour éviter les exactions commises par d'éventuels fuyards allemands. Il tente d'une manière générale d'appliquer les idéaux libertaires à l'administration communale. Mais les membres répugnent à accepter une officialisation de la situation, et après l'intervention des autorités, probablement en octobre, le comité cède la place à une délégation spéciale désignée par la préfecture.

### Après 1945
L'élection de Joseph Chatellier avec le soutien du Parti communiste français signe la rupture de ce dernier avec le groupe anarchiste. Pauline Cazalis note toutefois que plusieurs de ses sympathisants « reconvertis » se retrouvent dans le nouveau conseil municipal.
Toujours selon Cazalis, les grèves de 1946 et 1947 marquent le « chant du cygne » du mouvement syndicaliste aimarguois. La grève de 1948, qui demeure fortement influencée par l'anarcho-syndicalisme marque une nette victoire des ouvriers contestataires. Mais celles de 1949 et 1950 prennent un tour violent, suscitant l'intervention des compagnies républicaines de sécurité.

## Présentation
L'un des quatre groupes anarchistes du Gard, avec ceux d'Alès, Beaucaire et Nîmes, il est affilié à l'Alliance libre des anarchistes de la région du Midi, puis, en 1939, à l'Union des anarchistes, et à la Fédération anarchiste provençale.

### Membres
En 1939, il compte 30, voire 40 personnes, pour la plupart des ouvriers agricoles,.
- Joseph Chatellier
- Alfred Deschamps
- Vaillant Deschamps
- Jean Joujou
- Jean Jourdan
- Marcellin Mari
- Élisée et Paul Perrier